# Lola Cars
Lola Cars (англ. Lola Cars International) — компания-разработчик и конструктор спортивных автомобилей и гоночных машин. Основана в 1961 году Эриком Бродли. Штаб-квартира расположена в городе Хантиндон в Британии.
Фирма начала с конструирования маленьких переднеприводных спортивных автомобилей для Formula Junior, позднее её производство диверсифицировалось. Автомобили успешно выступали в самых различных сериях, например, «Инди 500», «Формула 5000», «CART», «Формула-2», «Формула 3000», «А1» и других. В период с 1962 по 1997 год (с перерывами) компания строила автомобили для гонок «Формула 1», болиды использовались различными командами.
В компанию входит подразделение, занимающееся выпуском катеров — Lola Aylings. Подразделение Lola Composites занималось производством композитных материалов.
Куплена Мартином Бирраном в 1997 году после неудачной попытки создания команды под спонсорством фирмы «MasterCard» в «Формуле-1». В компании заявили о своём намерении вновь построить машину для «Формулы-1», однако название команды заказчика осталось неизвестным. 29 мая 2009 года Lola подтвердила, что подала заявку на участие в чемпионате «Формулы-1» 2010 года, однако, была построена всего лишь модель будущего болида в масштабе 1:2 для испытаний в аэродинамической трубе.
В 2012 году, после банкротства и перехода под внешнее управление, которым занималась фирма CCW Recovery Solutions, в отсутствие покупателей остановила производство и продажи. После этого имущество «Лолы» и право на использование бренда выкупили фирмы Multimatic и Haas.
В 2022 бренд выкупил британский автогонщик и бизнесмен Тилль Бехтольсхаймер. В 2024 бренд Lola вернулся в автоспорт с командой Формулы Е Lola Yamaha Abt Formula E Team.

## А1 Гран-при

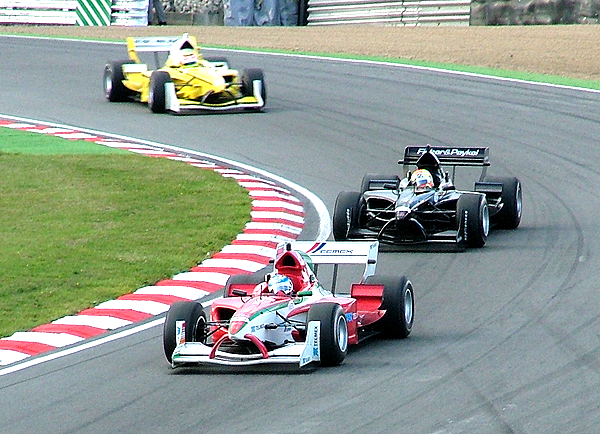
Машины серии А1

В 2005 году руководством компании заключён контракт на разработку шасси для гоночной серии А1 на период с 2005 по 2008 год. По нему идентичные болиды с V-образными 8-цилиндровыми двигателями производства Zytek (Gibson Technology) поставлялись в лизинг национальным командам (по франшизе). Какие-либо их модификации были строжайше запрещены правилами серии. Уровень технологий, используемых в этих болидах, примерно соответствовал «Формуле 3000».

## Фотографии

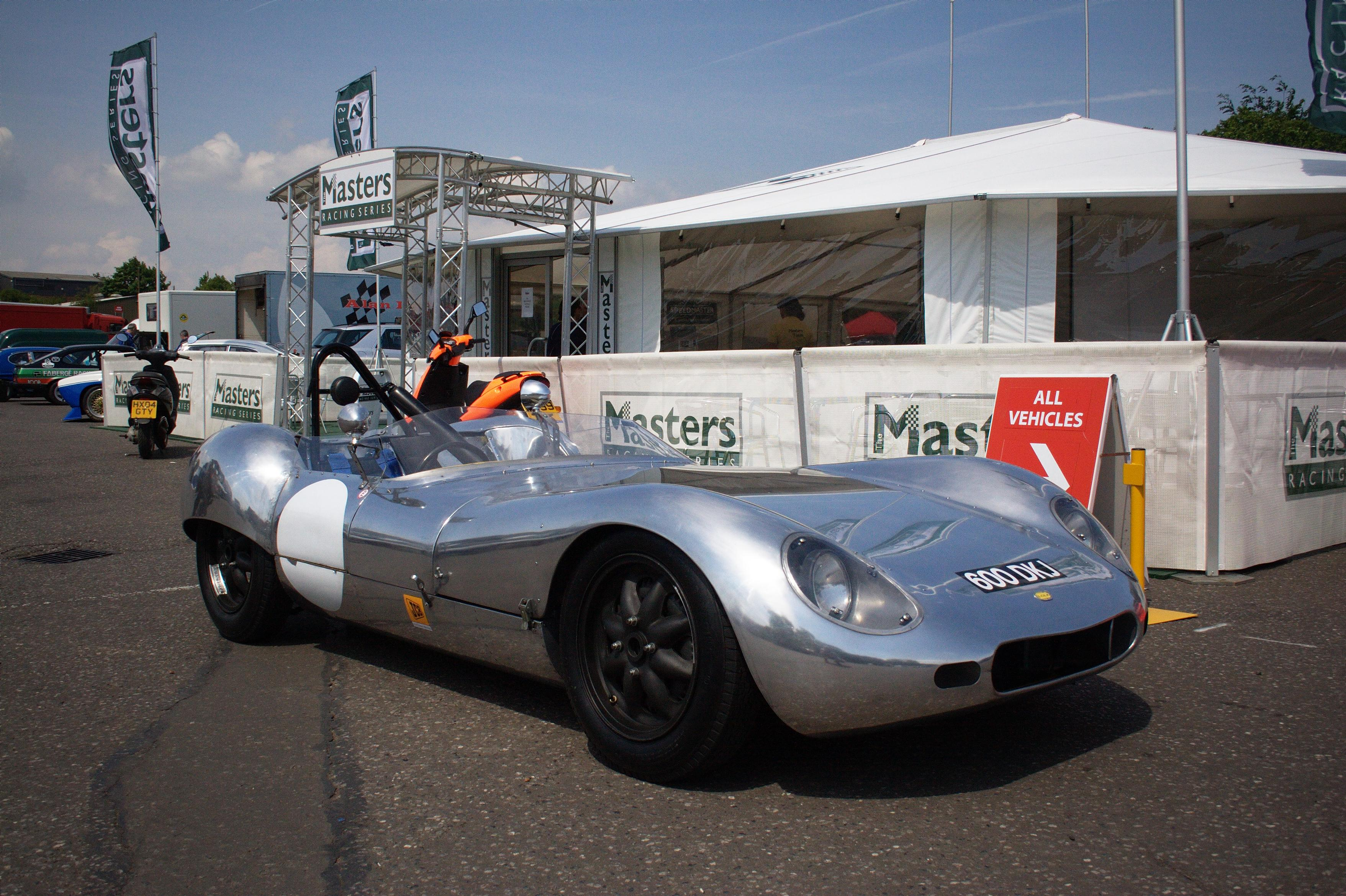
Первый спортпрототип производства Lola, 1958 год
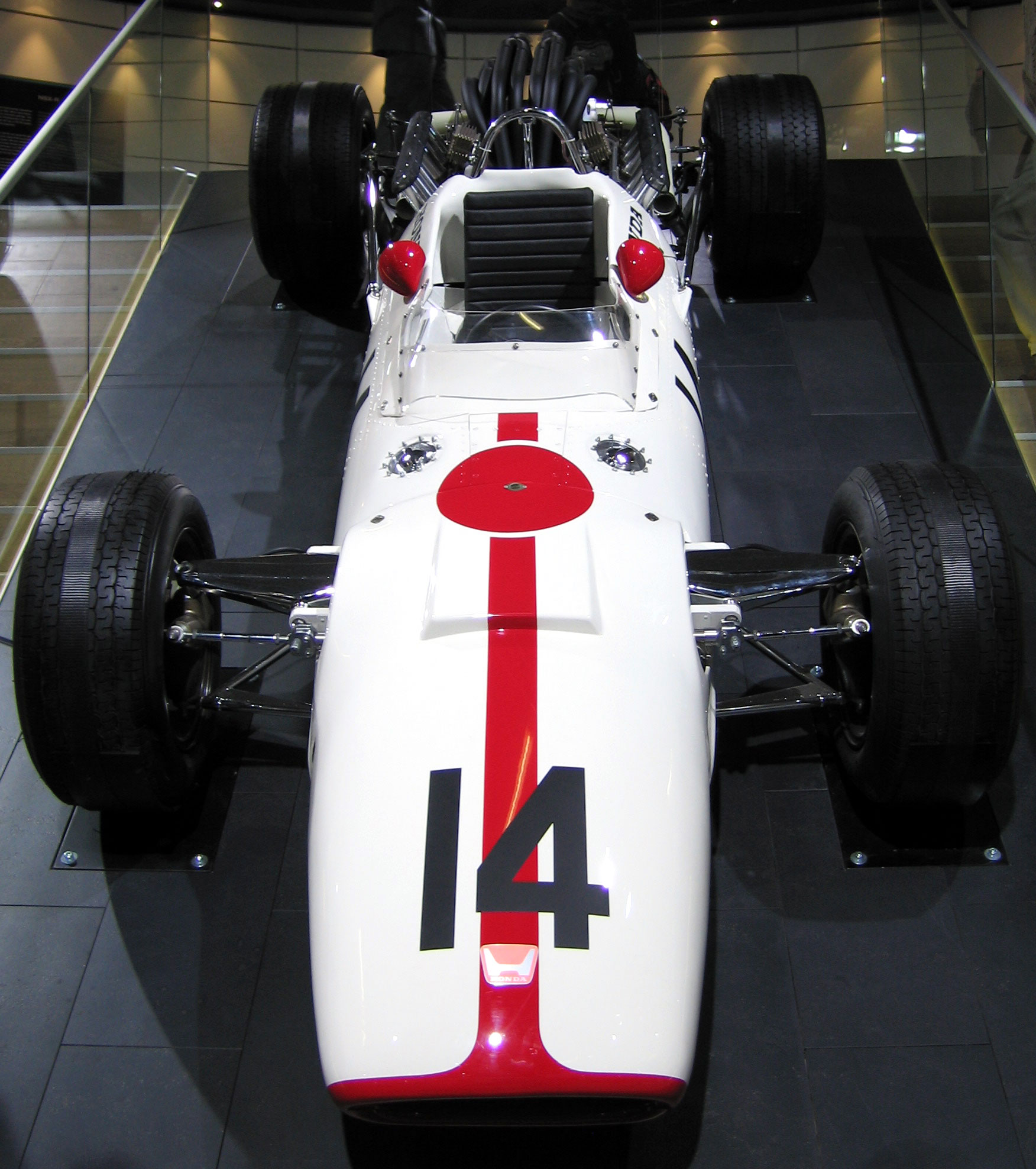
Lola помогала строить болиды Формулы-1 компании Honda, модель RA300, 1967 год
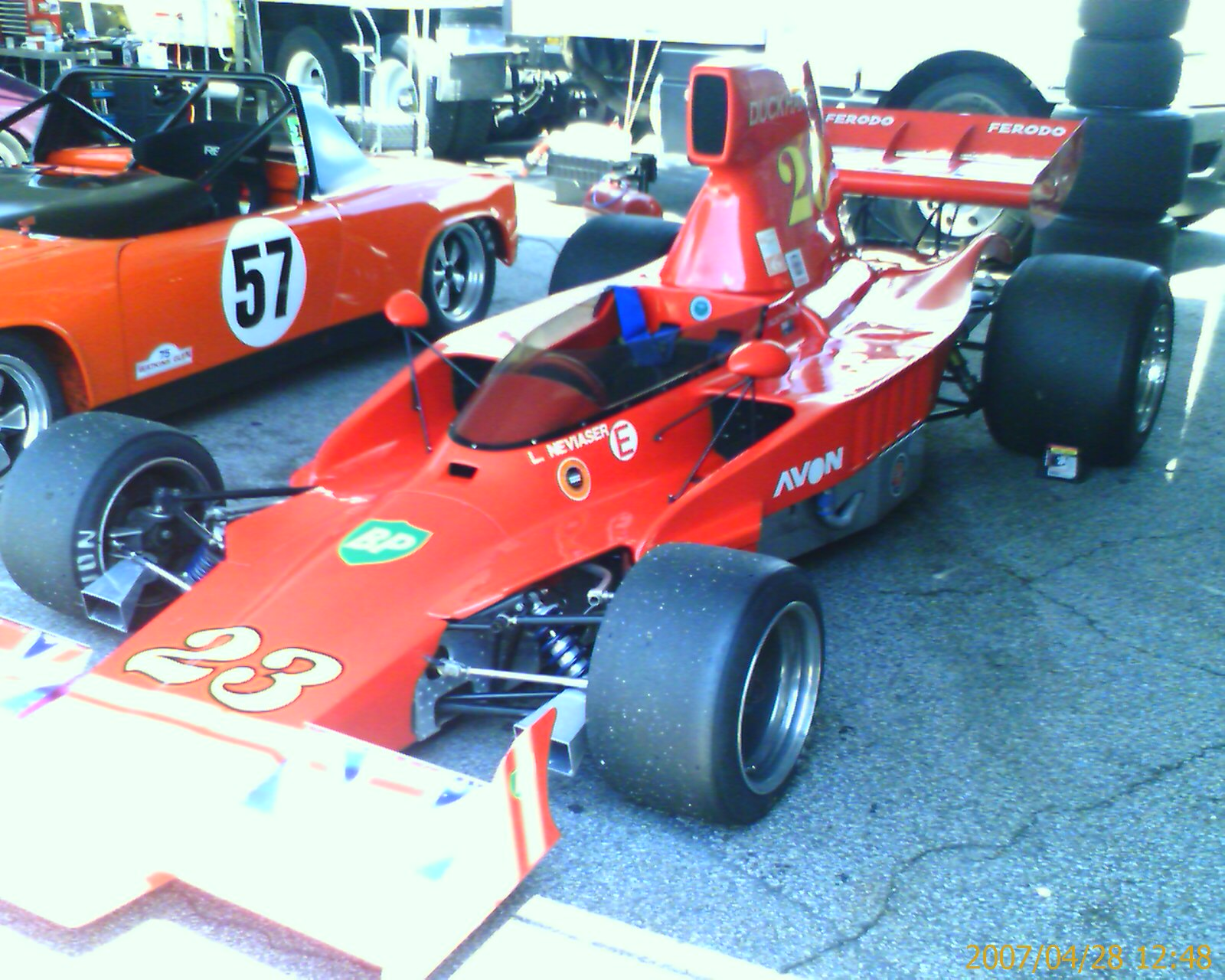
Lola T332 позабытой уже Формулы 5000, 1974 год
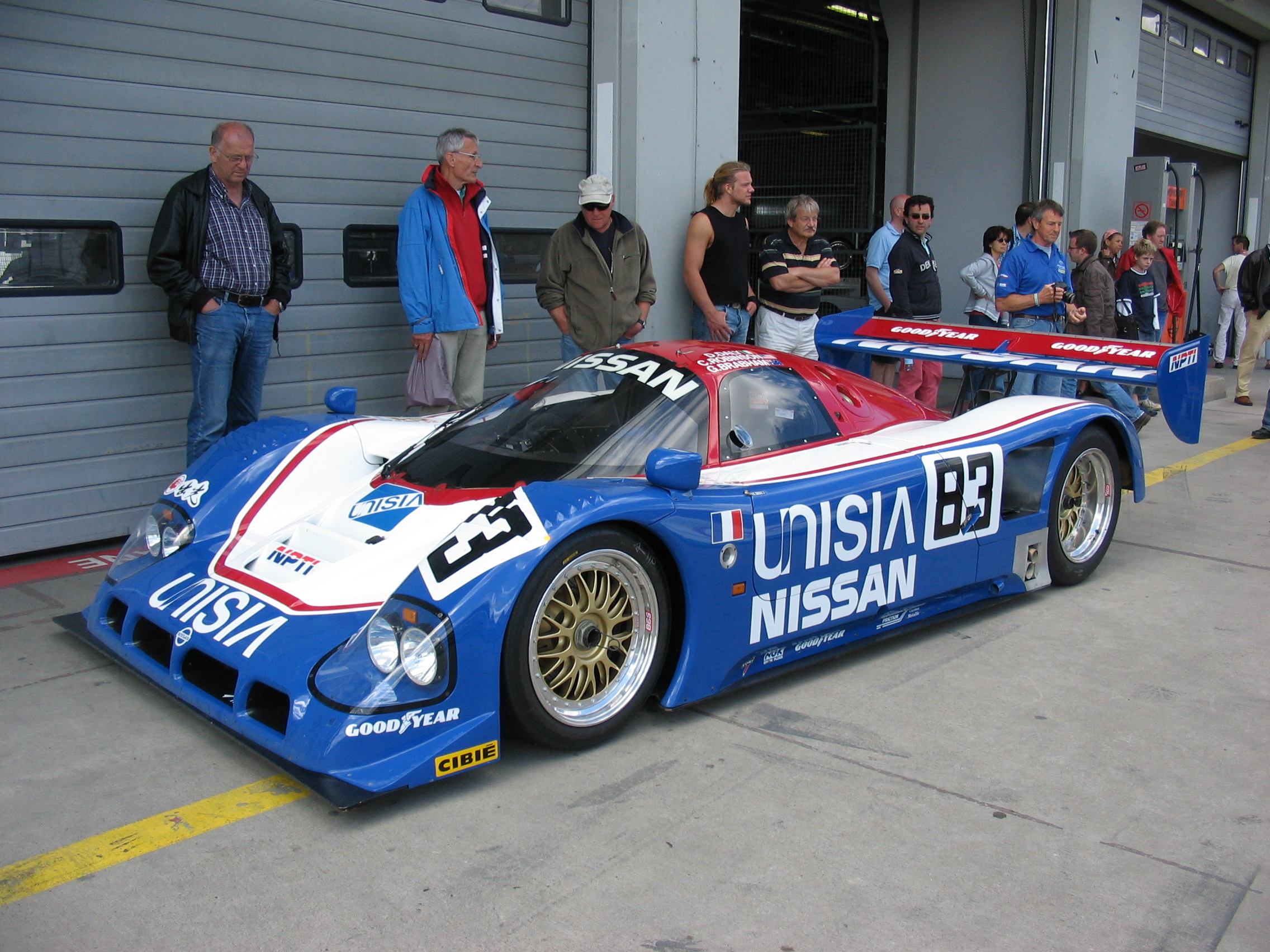
Спортпрототип R90CK построенный в 1990-м по заказу компании Nissan для участия в чемпионате спортпрототипов
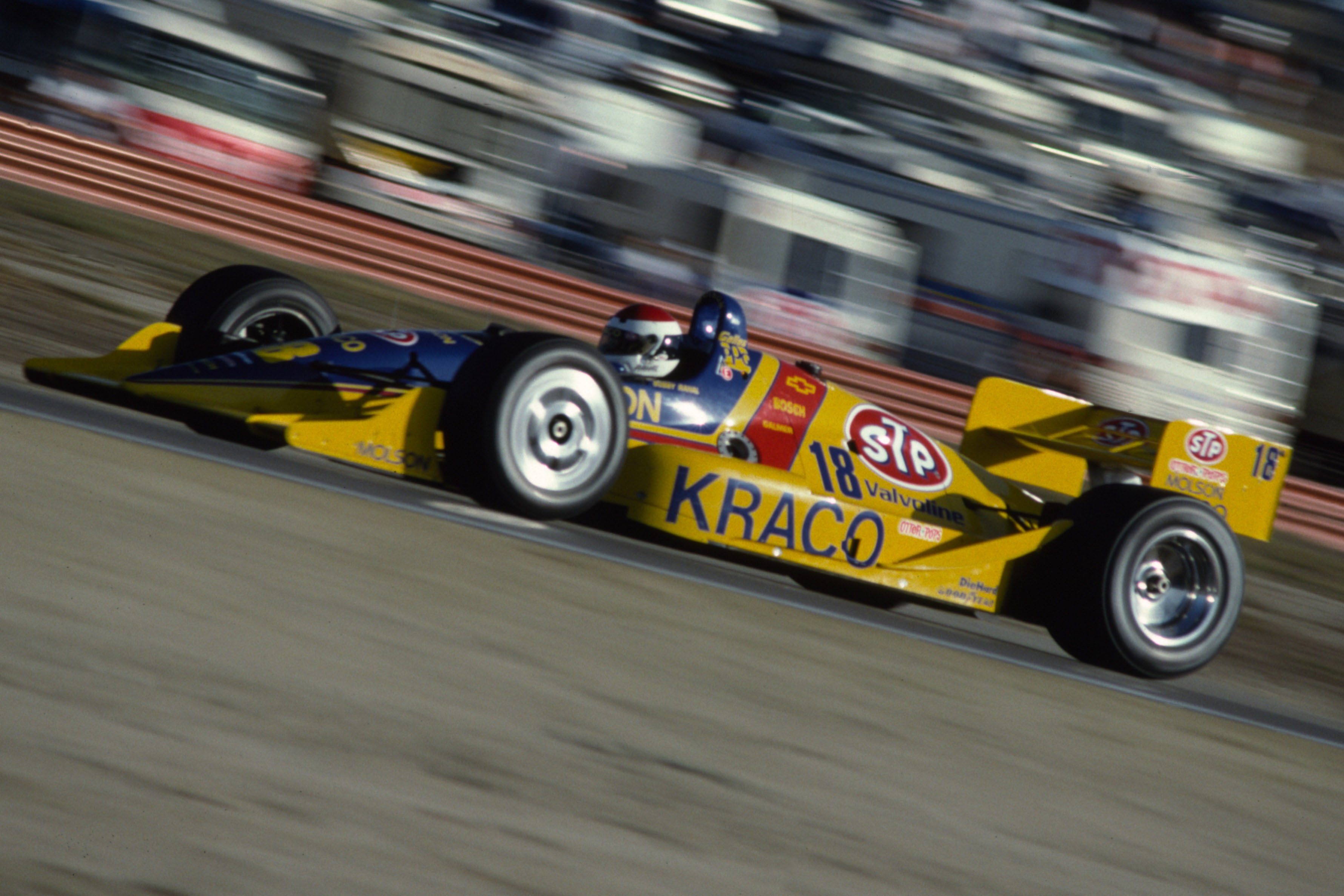
Lola T9100 серии CART 1991 года под управлением Бобби Рэйхола
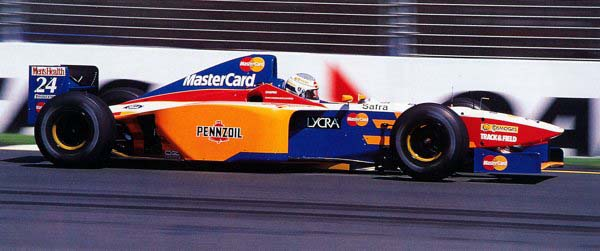
Lola T97/30 — последняя Lola Формулы-1, 1997 год
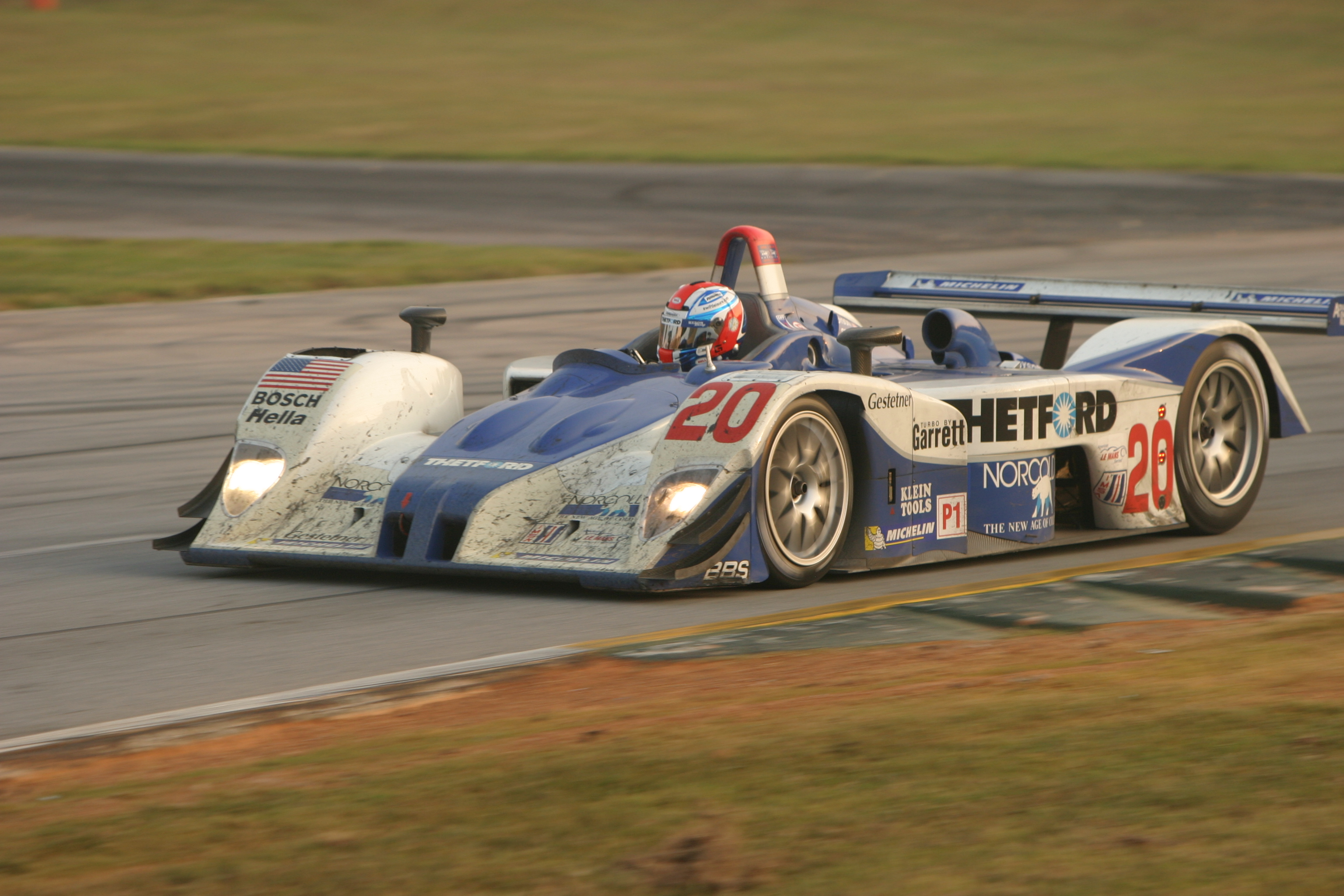
Спортпрототип MG-Lola EX257, 2005 год, Ле-Ман
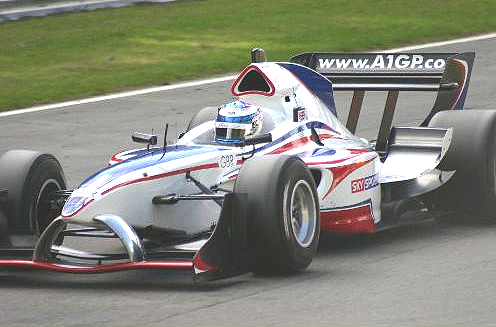
Машина серии А1, британская национальная команда